# Prvenstvo Zagrebačkog nogometnog dosaveza 1945.
Prvenstvo Zagrebačkog nogometnog dosaveza 1945. je posljednje nogometno natjecanje u NDH na kojem su sudjelovali najbolji klubovi s područja Zagrebačkog nogometnog dosaveza. Natjecanje je započelo 28. travnja 1945. godine, a prekinuto je 6. svibnja 1945. godine zbog političkih promjena u državi. Prvenstvo nije nikada nastavljeno jer su svi klubovi ukinuti 6. lipnja 1945. godine odlukom Ministra narodnog zdravlja Federalne Države Hrvatske.